# Dieter Schwab
Dieter Schwab (* 15. August 1935 in Würzburg) ist ein deutscher Rechtswissenschaftler und emeritierter Professor für Bürgerliches Recht, deutsche Rechtsgeschichte und Kirchenrecht.

## Leben
Nach dem rechtswissenschaftlichen Studium wurde Dieter Schwab 1960 an der Universität Würzburg mit einer Dissertation über den Freiherrn vom Stein promoviert. 1966 habilitierte er sich an der Ruhr-Universität Bochum bei Paul Mikat mit einer ebenfalls rechtshistorischen Arbeit. Nach der Habilitation war er zunächst als Dozent an der Ruhr-Universität Bochum tätig. 1968 wurde er an die Universität Gießen berufen und zum ordentlichen Professor ernannt. 1974 folgte er einem Ruf an die junge Universität Regensburg, deren juristischer Fakultät er bis zu seiner Emeritierung im Jahr 2000 als wissenschaftlich prägende Persönlichkeit treu blieb, indem er Rufe der Universität Bonn und der Universität Münster ablehnte. Zwischen 2002 und 2013 nahm Schwab Lehraufträge an der Fakultät für Rechtswissenschaft der Friedrich-Schiller-Universität Jena wahr.
Er ist Mitglied der Wissenschaftlichen Vereinigung für Familienrecht e. V. Er war deren erster Vorsitzender von 1983 bis 1999 und ist seit 2000 deren Ehrenvorsitzender. Er ist ferner Mitglied des Deutschen Familiengerichtstages, der Vereinigung für Verfassungsgeschichte, der Zivilrechtslehrervereinigung, der Deutschen Notarrechtlichen Vereinigung sowie zahlreicher weiterer wissenschaftlicher Gesellschaften. Seit seiner Münchener Studienzeit ist er Mitglied der katholischen Studentenverbindung K.B.St.V. Rhaetia München.
Der Rechtswissenschaftler Martin Schwab ist sein Sohn.

## Tätigkeit
Zunächst vorwiegend historisch interessiert, wandte sich Dieter Schwab als Hochschullehrer mehr und mehr dem Familienrecht zu, dessen Entwicklung er durch zahlreiche Publikationen, Vorträge und Stellungnahmen maßgeblich beeinflusste und das in der Gesamtschau den Schwerpunkt seiner wissenschaftlichen Tätigkeit bildete. Seine persönliche Überzeugung als Christ auf dem Boden der Katholischen Soziallehre hinderte ihn nie daran, sich offen und vorurteilsfrei mit Reformen der staatlichen Familiengesetzgebung – etwa auf dem Gebiet des Scheidungsrechts und des Rechts nicht ehelicher Lebenspartnerschaften – auseinanderzusetzen. In seinen Vorlesungen verband er die Vermittlung juristischen Wissens gern mit Anregungen zur Förderung der Allgemeinbildung, etwa indem er die Lektüre der Schriften von Karl Kraus empfahl und juristische Fallbeispiele mit Eigennamen aus den Opern Richard Wagners würzte.
Aus seiner zeitweiligen Mitwirkung als Experte im Rahmen der ZDF-Fernsehreihe „Wie würden Sie entscheiden?“ ist der populäre Ratgeber Meine Rechte bei Trennung und Scheidung entstanden.
Seit 1976 ist Dieter Schwab Schriftleiter und Mitherausgeber der Zeitschrift für das gesamte Familienrecht (FamRZ). Zusammen mit Dieter Henrich gründete er 1993 die Symposien für Europäisches Familienrecht, die seitdem vierzehn Mal in Regensburg stattfanden. Der wissenschaftliche Ertrag der Symposien in der Schriftenreihe Beiträge zum europäischen Familienrecht dokumentiert. Auf Schwabs Initiative entstand 1996 die Schriftenreihe FamRZ-Bücher der Verlags Gieseking.

## Ehrungen
Im Jahr 2000 wurde Dieter Schwab durch die auch in Buchform dokumentierte Veranstaltungsreihe „Colloquia für Dieter Schwab zum 65. Geburtstag“ geehrt. 2003 wurde er mit dem Verdienstkreuz Erster Klasse des Verdienstordens der Bundesrepublik Deutschland ausgezeichnet. Die Universität Jena verlieh ihm 2004 die Ehrendoktorwürde. Anlässlich seines 70. Geburtstags erschien 2005 eine Festschrift mit dem Titel Perspektiven des Familienrechts. Zum 75. Geburtstag brachten seine Schüler eine Sammlung schwabscher Glossen unter dem Titel Verstehen Sie Recht? heraus.
Aus Anlass seines 80. Geburtstag fand 2015 in Regensburg ein Symposium zum Thema „Grundlagen und Grundfragen des Bürgerlichen Rechts“ statt, die in Buchform dokumentiert ist. Der Gieseking-Verlag veröffentlichte 2020 unter dem Titel Recht und Familie im Flug der Zeit eine Sammlung der wichtigsten Abhandlungen und Essays.

## Schüler
Dieter Schwab hat drei habilitierte Schüler hervorgebracht, Diethelm Klippel (Professor an der Universität Bayreuth † 2022), Ute Walter (Rechtsanwältin in München) und Martin Löhnig (Professor an der Universität Regensburg).

## Werke (Auswahl)
- Die geistigen Grundlagen der Selbstverwaltungsidee des Freiherrn vom Stein (Dissertation), Würzburg 1960, im Druck: Athenäum, Frankfurt am Main 1971.
- Grundlagen und Gestalt der staatlichen Ehegesetzgebung in der Neuzeit bis zum Beginn des 19. Jahrhunderts (Habilitationsschrift), Gieseking, Bielefeld 1967, ISBN 978-3-7694-0145-5.
- Einführung in das Zivilrecht, Athenäum, Frankfurt am Main 1974, ab 6. Aufl. (1985) Verlag C.F. Müller, Heidelberg; ab der 17. bis zur 20. Auflage (2016) zusammen mit Martin Löhnig. Chinesische Übersetzung 2005.
- Familienrecht (= Grundrisse des Rechts), C.H. Beck, München 1980; 31. Aufl., 2023. Japanische Übersetzung 1986; chinesische Übersetzungen 2010 und 2018.
- Familienrecht (= Prüfe Dein Wissen), 13. Aufl., C.H. Beck, München 2020.
- Handbuch des Scheidungsrechts (Hrsg.), Vahlen, München 1977; 7. Aufl. 2013.
- Meine Rechte bei Trennung und Scheidung, Deutscher Taschenbuch Verlag, München 1997 (zusammen mit Bernhard Töpper); seit 4. Aufl. (2004) zusammen mit Monika Görtz-Leible, 10. Aufl. 2022.
- Verstehen Sie Recht? Beiträge zur Juristensprache und Glossen. Mit einem Beitrag von Heribert Prantl und Zeichnungen von Jon Pahlow, Gieseking, Bielefeld 2010.
- Recht und Familie im Flug der Zeit. Ausgewählte Abhandlungen und Essays, Gieseking, Bielefeld 2020. im